# Allium rupestristepposum
Allium rupestristepposum är en amaryllisväxtart som beskrevs av Nikolai Walterowich Friesen. Allium rupestristepposum ingår i släktet lökar, och familjen amaryllisväxter. Inga underarter finns listade i Catalogue of Life.